# Грехова (деревня)
Грехова — деревня в Жигаловском районе Иркутской области России. Входит в состав Чиканского сельского поселения.

### География
Находится на левом берегу реки Тутура, примерно в 18 км к востоку-северо-востоку (ENE) от районного центра, посёлка Жигалово, на высоте 457 метров над уровнем моря.
Через деревню проходит грунтовая дорога, идущая в р.ц. Жигалово от Северобайкальска.

## Население
| 2002 | 2010 | 2011 | 2012 |
| ---- | ---- | ---- | ---- |
| 7    | ↗10  | →10  | →10  |

По данным Всероссийской переписи, в 2010 году численность населения деревни составляла 10 человек (7 мужчин и 3 женщины).

## Улицы
Уличная сеть деревни состоит из одной улицы.